# Soszno
Soszno (biał. Сошна; ros. Сошно) – agromiasteczko na Białorusi, w obwodzie brzeskim, w rejonie pińskim, w sielsowiecie Soszno, przy drodze republikańskiej R8.
W miejscowości działa parafia prawosławna; znajduje tu się cerkiew pw. św. Olgi.

## Historia
Dawniej wieś i folwark. W dwudziestoleciu międzywojennym leżało w Polsce, w województwie poleskim, w powiecie pińskim, w gminie Pohost Zahorodzki. Po II wojnie światowej w granicach Związku Sowieckiego. Od 1991 w niepodległej Białorusi.
W XVIII w. erygowano tu parafię rzymskokatolicką. W 1864 w ramach represji popowstaniowych kościół został przejęty przez Cerkiew prawosławną. Zwrócony w 1927. W międzywojniu w Sosznie siedzibę miała parafia katolicka lub filia parafii w Pohoście Zahorodzkim, która po wojnie zanikła.